# Graffiti (Palm OS)
Graffiti是一種用於電子產品（如PDA、智能手機）上的單劃、速記形式的英文手寫輸入法。

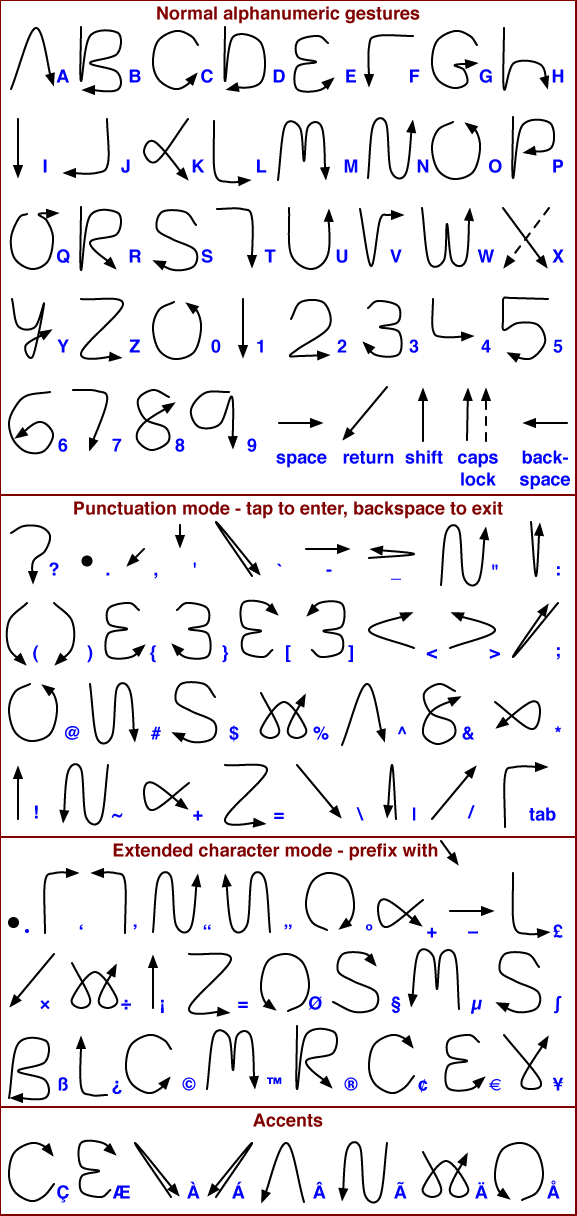
使用在Palm OS上的筆劃/手勢

## 書寫方式與特點
所有字母都被簡化至只須寫一劃（X 除外），當筆或手指離開觸控螢幕時系統自動即時識別。由於字體簡化至只得一劃，電腦較容易識別，而簡化的同時也盡量保持原有字形特點，使得使用者容易學懂。因此提高了書寫速度及辨別正確率，使得整體速度達至與真正的手寫（用紙筆書寫）一樣。
另一好處是使用者寫時無需看著螢幕也能有有相當高的辨別正確率。此外，每個字母也可重疊寫於同一位置上，這樣只需足夠寫一個字母的面積就可以快速進行書寫，在面積細小而觸控螢幕解象度有限的掌上電子產品上，這點相當有用。
如此，Graffiti解決了掌上電子產品上輸入不便的問題。
除了英文外，Graffiti也可以寫阿拉伯數字，在輸寫位置分成左右兩區，左面較大，用作寫英文，右面較細，用作寫數字。
其他的還有多種常用符號，如“$”“%”“@”…及控制字符如轉行等。

## Graffiti 2
由於被施樂控告Palm的Graffiti侵犯其Unistrokes technology的專利，Palm因而改用由Communication Intelligence Corporation取得的技術取代Graffiti，並改名Grafiti 2。但不少人覺得原有的Graffiti較好用。

## 歷史
Graffiti是由Palm computing 的Jeff Hawkins研發出的，他認為使用者會願意學習Graffiti，就像人們願意學習盲打一樣。在1994年，Graffiti使用在當時推出的PDA，Palm上。同時期也有運行在Apple 的Newton 上的版本，在Newton使用者中大受歡迎。
現在，Graffiti在多種平台上也有相對應的版本。Windows mobile 平台的版本稱為"Block Recognizer"。Symbian OS 的UIQ上Graffiti成為預置輸入法。2008年，在Iphone OS(iOS)出現Graffiti的非正式版本。2010年，購入Palm source的日本公司愛可信（ACCESS CO., LTD）發放運行於Android上的Graffiti非付費版，並且加上日文輸入法及輸入文字預測功能（Predictive text）。

## 外部連結
- Linux Pilot: 可用Palm OS文字輸入方式的Graffiti for Android
- 愛可信（ACCESS CO., LTD）官方網站